# Ртутно-манганова зоря
Рту́тно-ма́нганова зоря́ (або HgMn-зоря́) є хімічно пекулярною зорею із сильними спектральними лініями поглинання на довжині хвилі 398,4 нм завдяки наявності великої кількості іонів ртуті. Разом із великим вмістом ртуті в атмосферах зір цього типу виявлено також багато йонів мангану; звідси й походить їх назва.

## Фізичні властивості
Ртутно-манганові зорі обертаються навколо своєї осі відносно повільно. Тому припускають, що їхні атмосфери є відносно стабільними й мають умови для ефективної дії процесів атомної дифузії. При цьому певні типи атомів опускаються нижче в атмосфері за рахунок сил гравітації, а інші атоми «виринають» у верхні шари атмосфери завдяки тиску випромінювання. Процеси атомної дифузії врешті-решт приводить до неоднорідного розподілу хімічних елементів із глибиною атмосфери, а також до надлишку певних елементів у її верхніх шарах, який можна оцінити з аналізу ліній поглинання, що відповідають цим хімічним елементам.
Ефективні температури ртутно-манганових зір Teff перебувають у межах від 10 000 до 16 000 кельвінів, а значення логарифма гравітації на поверхні lg g — в області від 4,5 до 3,5, що відповідає спектральному класу від A0 до B9. На сьогодні немає переконливих доказів наявності сильних магнітних полів у зір такого типу.

## Хімічні властивості
У ртутно-манганових зір не виявлено якої-небудь змінності спектральних ліній, що могла б свідчити про наявність «плям» з аномальним вмістом хімічних елементів на їхній «поверхні». В окремий клас ці зорі виділяють за двома такими характеристиками:
- Зоряна атмосфера має надлишок йонів фосфору (P), марганцю (Mn), галію (Ga), стронцію (Sr), ітрію (Y), цирконію (Zr), платини (Pt) та ртуті (Hg).
- Відсутність сильних магнітних полів.

## Найяскравіші ртутно-манганові зорі
У наведеній нижче таблиці містяться дані для найяскравіших ртутно-манганових зір на зоряному небі.
| Назва       | Назва у сузір'ї    | Спектральний клас | Вид. вел. | Teff, K      | lg g        |
| ----------- | ------------------ | ----------------- | --------- | ------------ | ----------- |
| Альфераз    | α Андромеди        | B8IVmnp           | 2,06      | 13 800 ± 125 | 4,15 ± 0,16 |
| Гієнах      | γ Ворона           | B8III             | 2,59      | 12 000       | 3,5         |
| Мая         | 20 Тельця          | B8III             | 3,87      | 12 600       | 3,5         |
|             | χ Вовка            | B9IV              | 3,96      | 10750        | 4,0         |
| Муліфен     | γ Великого Пса     | B8II              | 4,10      |              |             |
|             | φ Геркулеса        | B9mnp             | 4,23      |              |             |
|             | π1 Волопаса        | B9p               | 4,91      |              |             |
|             | ι Північної Корони | A0p               | 4,98      |              |             |
|             | κ Рака A           | B8IIImnp          | 5,24      |              |             |
| Дабіх Малий | β Козорога B       | B9.5III/IV        | 6,10      |              |             |

Повніший Перелік HgMn-зір подано окремою сторінкою.